# Karel Lodewijk Ledeganck
Œuvres principales
- De drie zustersteden (1846)

Karel Lodewijk Ledeganck (Charles Louis Ledeganck à l'état civil) est un poète belge d'expression néerlandaise né à Eeklo le 9 novembre 1805 et mort à Gand le 19 mars 1847.

## Biographie
Karel Lodewijk Ledeganck, né à Eeklo le 9 novembre 1805, est le fils de Jean Ledeganck, négociant, et de Jeanne Coddens. Il épouse le 3 février 1840 à Kaprijke Virginie Dehoon. Il est le père d'Herman Ledeganck, diplomate et vice-gouverneur de l'État indépendant du Congo. 
Bien qu'issu d'un milieu ouvrier modeste, Ledeganck réussit pourtant à faire carrière, essentiellement en autodidacte. D'abord ouvrier dans une usine de tissage de lin, il est ensuite engagé en tant que commis auxiliaire à l'administration communale de Gand. Disposant dès lors d'un peu plus de temps libre, il étudie à l'Université de Gand où il est reçu docteur en droit en 1835.
Il est nommé juge de paix, puis inspecteur dans l'enseignement. Il est également élu conseiller provincial de Flandre-Orientale et obtient en 1845 un poste de professeur à l'université de Gand, alors francophone.
Ledeganck est inhumé au Campo Santo à Mont-Saint-Amand, près de Gand.

## Littérature et mouvement flamand
Ledeganck perce en 1838 avec le recueil Bloemen mijner lente. Dans De drie zustersteden (1843), il chante les louanges de Gand, Bruges et Anvers. L'œuvre reçoit un large écho, bien que ses lecteurs (les Flamands lettrés) étaient à cette époque plutôt limités en nombre, et on lui donne l'épithète d'évangile poétique du mouvement flamand parce qu'elle chante le peuple et le pays. En outre, Ledeganck se rend utile en traduisant en néerlandais les textes de loi, alors uniquement en français. Il s'inscrit ainsi dans la galerie des champions de la lutte linguistique de la première heure.
D'abord influencé par les romantiques anglais et français, et plus précisément par Byron et Lamartine, les poèmes ultérieurs de Ledeganck sont plus pessimistes. Au XXIe siècle, la langue romantique passe pour être un peu ampoulée et pathétique, mais elle est caractéristique de cette époque.

## Œuvres
- 1836 – Het klavier
- 1839 – Bloemen mijner lente
- 1839 – Het graf mijner moeder
- 1840 – Het burgslot van Zomergem
- 1841 – De zinneloze

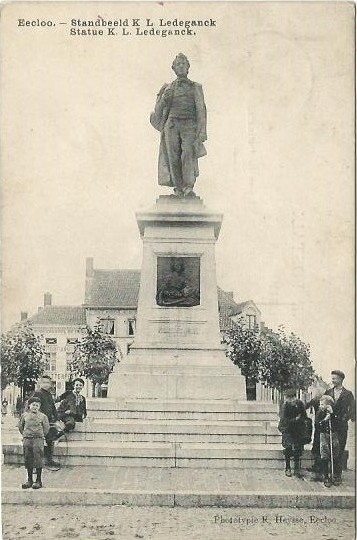
Statue de Charles Louis Ledeganck à Eeklo (Belgique). Œuvre de Jules Lagae.

- 1842 – Verspreide en nagelaten gedichten
- 1844 – De boekweit
- 1846 – De drie zustersteden
- 1889 – Volledige dichtwerken
- 1942 – Keurgedichten

## Honneurs
- Statue de bronze du ciseau de Jules Lagae à Eeckloo.
- Un bâtiment de l'Université de Gand lui est dédié.
- Une rue de Laeken porte son nom.